# Campos Novos Paulista (ort)
Campos Novos Paulista är en ort i Brasilien.   Den ligger i kommunen Campos Novos Paulista och delstaten São Paulo, i den södra delen av landet, 800 km söder om huvudstaden Brasília. Campos Novos Paulista ligger 487 meter över havet och antalet invånare är 4 539.
Terrängen runt Campos Novos Paulista är huvudsakligen platt. Campos Novos Paulista ligger nere i en dal. Runt Campos Novos Paulista är det glesbefolkat, med 8 invånare per kvadratkilometer..
Omgivningarna runt Campos Novos Paulista är huvudsakligen savann.